# Aglais latibalteata
Aglais latibalteata är en fjärilsart som beskrevs av Raynor 1909. Aglais latibalteata ingår i släktet Aglais och familjen praktfjärilar. Inga underarter finns listade i Catalogue of Life.